# Derbyshire
Derbyshire je anglické nemetropolitní, ceremoniální a tradiční hrabství. Jeho administrativním centrem je město Derby a druhým největším městem je Chesterfield. Toto hrabství sousedí s hrabstvími Cheshire, Yorkshire, Nottinghamshire, Leicestershire a Staffordshire. Má rozlohu 2625 km² a žije v něm okolo milionu obyvatel.
Severní část tvoří výběžky vysočiny Peniny, v nichž se nachází národní park Peak District, nejvyšším vrcholem je Kinder Scout (636 m). Hustě osídlená úrodná nížina na jihu hrabství patří k povodí řek Trent a Derwent. Vesnice Coton in the Elms je ze všech sídel ve Spojeném království nejvzdálenější od moře. Ekonomika se původně opírala o pastevectví a kamenolomy, později se rozvíjela těžba železné rudy a černého uhlí i strojírenský a textilní průmysl. Město Derby je významným centrem dopravy, technologií a vzdělání, ve vesnici Burnaston sídlí pobočka firmy Toyota. Bývalé továrny Derwent Valley Mills byly zapsány na seznam Světového dědictví. Významnou památkou je také zámek Chatsworth House, město Chesterfield je vyhlášeno svojí zkroucenou věží. 
V Derbyshire se odehrává děj románů Pýcha a předsudek, Adam Bede a Jana Eyrová.

## Administrativní členění
Hrabství se dělí na devět distriktů:
1. High Peak
2. Derbyshire Dales
3. South Derbyshire
4. Erewash
5. Amber Valley
6. North East Derbyshire
7. Chesterfield
8. Bolsover
9. City of Derby (unitary authority)